# Paty (cầu thủ bóng đá)
António Sapalo Lohoca Justo, hay "Paty", là một cầu thủ bóng đá người Angola thi đấu ở vị trí tiền vệ cho Interclube.